# Самойлин, Виктор Васильевич
Виктор Васильевич Самойлин (17 сентября 1924, Касли, Уральская область — 11 мая 2011, Снежинск, Челябинская область) — участник Великой Отечественной войны, командир миномётного взвода 600-й стрелкового полка 147-й стрелковой дивизии 13-й армии, Герой Российской Федерации (1995), подполковник. Почётный гражданин Снежинска.

## Биография
Родился 17 сентября 1924 года в семье рабочего в городе Касли, ныне Челябинская область. Школу окончил в 1942 году, после чего был вызван в военкомат, где ему предложили обучаться в Васильковском лётно-техническом училище, расположенном в Миассе. Виктор Васильевич с радостью согласился, так как с детства мечтал стать лётчиком. Однако, по прошествии месяца учёбы в Миассе, его направили обучаться в Таллинское военное пехотное училище, которое было эвакуировано из Таллина в Тюмень. В апреле 1943 года Виктор успешно окончил его и был направлен на фронт.
По прибытии на фронт, лейтенант Самойлин был назначен командиром взвода управления 120-миллиметровых миномётов. Так как эти миномёты, тогда только встали на вооружение РККА, молодому лейтенанту пришлось в тылу осваивать миномёты и науку управления их стрельбой. Затем полк был размещён в тылу за передовой, и неделю за неделей строил оборонительные позиции, где миномётчики пристреливали рубежи огня. Рано утром 5 июля 1943 года, в районе расположения полка, началась Курская битва. В ней и получил боевое крещение Виктор Самойлин.
После победы под Курском сразу шесть фронтов перешли в решительное наступление, гоня врага к Днепру. В районе Букрина форсировал Днепр и полк, в котором воевал миномётчик Самойлин. Одним из первых он переправился через Днепр под массированным обстрелом с западного берега, развернул рацию и корректировал огонь тяжёлых миномётов. Атаки врага следовали одна за другой, но бойцы Красной армии, встречали их непрерывным огнём. Успешно со своей задачей справлялась миномётная батарея, уничтожая пехоту немцев по целеуказаниям лейтенанта Самойлина. В итоге тяжелейших кровопролитных боев плацдарм был не только удержан, но и расширен, также был освобождён город Галич. За мужество и отвагу, в этом бою, Виктор Самойлин был награждён своей первой наградой — орденом Отечественной Войны 2-й степени.
В 1944 году, Самойлин доблестно воевал при освобождении Украины и Белоруссии. В ходе Висло-Одерской операции отличился при взятии крепости Штейнау в январе 1945 года. Благодаря находчивости Виктора Васильевича, использовавшего для стрельбы по противнику его собственное брошенное орудие, был уничтожен вражеский пулемётный расчёт в здании местной кирхи. Расчёт контролировал ряд улиц, мешая продвижению штурмующих крепость солдат. После его уничтожения, путь для наступления был расчищен. За этот подвиг, Самойлин был награждён орденом Красной Звезды.
22 февраля 1945 года 13-я армия, в составе которой находился стрелковый полк, с боем форсировала реку Нейсе. Командир батареи был ранен вражеским снарядом и Самойлин приняв командование на себя, нашёл надёжную позицию и установил миномёты вдоль восточного берега реки. Сам же в боевых порядках пехоты форсировал реку и вновь приступил к своим прямым обязанностям по корректировке огня. Атаки врага следовали одна за другой, непрерывно вели огонь и миномётчики. Однако обороняющихся становилось всё меньше, силы таяли. Одно из вражеских наступлений, Самойлин отражал уже огнём из пулемёта, весь расчёт которого погиб. После отражения этой атаки оказалось, что в стрелковых подразделениях не осталось ни одного офицера. Как старший по званию, миномётчик Самойлин принял командование оставшимися в живых бойцами. Выжившие понимали, что в оставшиеся пару часов до наступления темноты решится их судьба, ведь если враг до темноты не сбросят бойцов в реку, ночью десант получит подкрепление. Но немцы поступили иначе. Они собрали все силы и начали массированную атаку в темноте. На позиции оставшихся в живых бойцов шли 6 танков и до 200 солдат противника. В тяжёлом бою врага удалось остановить практически перед самыми окопами красноармейцев, после чего Самойлин поднял бойцов в контратаку. Потеряв один танк и до 150 человек, противник отступил.
К утру следующего дня, 23 февраля 1945 года, переправившиеся ночью части уже готовы были уверенно встретить новые атаки врага. Правда, к оставшимся в живых бойцам, которыми командовал в первый день лейтенант Самойлин, командир не прибыл, и они так и остались под его командованием. За 7 дней боев на данном плацдарме лейтенант Самойлин руководил отражением 21 атаки врага. За этот подвиг он был представлен к званию Героя Советского Союза, но представление затерялось в штабах, в результате чего Самойлин награждён не был.
В дальнейшем, он принял командование батареей 45-миллиметровых орудий в своём полку. Участвовал в Берлинской и Пражской операциях, был ранен в последних боях, но к счастью, не тяжело.
После окончания войны, Виктор Самойлин продолжал службу в рядах Советской Армии. В 1947 году полк, в котором он служил, был направлен на ликвидацию бандеровских банд в Ровенской области Украинской ССР. В том году были разгромлены все крупные и большинство мелких националистических банд, ликвилированы или захвачены их руководители. В последующие годы, уничтожали уже тех бандитов, кому повезло выжить в боях 1947 года.
В 1949 году старший лейтенант Самойлин был демобилизован. С 1949 по 1967 год служил в органах Министерства государственной безопасности СССР, а с 1954 года — Комитета государственной безопасности при Совете Министров СССР. В 1967 году уволился в отставку по выслуге лет в звании подполковника.
В том же 1967 году он начал работать во Всесоюзном научно-исследовательский институте приборостроения (нынешний Российский Федеральный ядерный центр — ВНИИ технической физики в городе Снежинске Челябинская область). Работал в должности заместителя руководителя испытаний по режиму, лично участвовал в десятках ядерных испытаний на полигонах в Семипалатинской области и на Новой Земле. В 1986 году вышел на пенсию.
17 марта 1995 года, указом Президента Российской Федерации № 279, подполковнику в отставке Самойлину Виктору Васильевичу присвоено звание Героя Российской Федерации с вручением знака особого отличия — медали «Золотая Звезда» (№ 135).
После выхода на пенсию, жил в Снежинске, Челябинской области. Был заместителем председателя Снежинской городской организации ветеранов войны и труда, занимался активной общественной деятельностью.
Приказом директора ФСБ Николая Патрушева, в 2000 году награждён памятными наручными часами с чекистской символикой. В 2005 году удостоен звания лауреата Форума «Общественное признание» с вручением диплома и памятного знака.
В 2000 году, 2002 году и 2005 году принимал участие в юбилейных парадах Победы в Москве на Красной площади.
11 мая 2011 года, Виктор Васильевич скончался в городе Снежинске, на 87-м году жизни. Похоронен на городском кладбище Снежинска.

## Награды
- Герой Российской Федерации (17 марта 1995, № 135) — за мужество и героизм, проявленные в борьбе с немецко-фашистскими захватчиками в Великой Отечественной войне 1941—1945 годов[5]
- орден Красного Знамени (1945)
- орден Отечественной войны 1-й степени (1985)
- орден Отечественной войны 2-й степени (1944)
- орден Красной Звезды (1945)
- медаль СССР, России, Украины, в том числе:
  - медаль «В память 1500-летия Киева» (1982)
  - медаль «Защитнику Отчизны» (1999),
  - медаль «60 лет освобождения Украины от фашистских захватчиков» (2004)
- знак «Ветеран атомной энергетики и промышленности» (2005)
- Почётный гражданин города Снежинска (9.09.2004)[6]
- лауреат Форума «Общественное признание»

## Память
- В 1996 году имя Виктора Самойлина, увековечено в Зале Славы на Поклонной горе.
- Занесён в энциклопедию «Лучшие люди России» (2005).